# Carles Jover i Ricart
Carles Jover i Ricart (Barcelona, 1951) és un productor i director de cinema català.

## Biografia
Després d'estudiar ciències empresarials i cinema, es va vincular al món teatral i amb vint anys entrà al Nou Grup de Teatre Universitari (NGTU), on rodà uns primers curts. Més endavant, el 1973, va fundar i dirigir el Cineclub Esade. Juntament amb Josep Rigol i Muxart i Enric Cusí crearen el Grup Obert de Disseny, amb el qual feren alguns curts fins al 1975, de tall experimental. El 1976, juntament amb Josep Antoni Salgot i Vila va fundar la productora IMATCO, Imatge Comunicacions, SA, per a la qual rodaren dos retrats satírics de la burgesia barcelonina sota producció de Teide, PC. Beneficiada per l'experiència aportada per Ricardo Muñoz Suay i Modesto Pérez Redondo, la firma acollí diversos rodatges; la coproducció de l'espectacular adaptació operística de Carmen de Bizet (1983, amb Francesco Rosi); el debut cinematogràfic del grup teatral Comediants (Karnabal, 1985, Carles Mira) i alguns films històrics, a més de diversos documentals, sèries de televisió (El arte del vídeo, de José Ramón Pérez Ornia, per a TVE) i el telefilm Joc de rol (1993, amb Roberto Bodegas). Ja en plena crisi de l'empresa es feu càrrec de la realització de la comèdia Primats (1996-97), basada en la novel·la La magnitud de la tragèdia, de Quim Monzó, que ni tan sols s'arribà a estrenar en sales comercials. Aquest fracàs l'apartà momentàniament de la professió, la qual reprengué a Girona el 2000 amb Canal Paradís, proveïdor de continguts audiovisuals. Jover i Ricart fou el primer president de l'Associació Catalana de Productors Cinematogràfics, i també ha estat president la Federació d'Associacions de Productors Audiovisuals Espanyols. A més, fou l'únic membre espanyol del primer European Script Fund i del Consell del Programa Greco del Plan Media I.

## Films[2]
- La Festa del Pi, llarg documental, amb Josep Anton Salgot i Joan Reig (1973)
- Maquillatges, curt amb Josep Rigol i Enric Cusí (1973)
- Sense Spacematic, curt amb J. Rigol i Enric Cusí (1974)
- Madison, curt (1977)
- Serenata a la claror de la lluna, llarg (1978)
- L'Orquestra Ciutat de Barcelona (CM doc.) (1979)
- Mater amatísima, amb J. A. Salgot (1979-1980)
- El camí de la desfeta (CM doc.) (1979-1980)
- Daniya, el jardí de l'harem, film històric amb Carles Mira (1987)
- Havanera 1820, film històric amb Antoni Verdaguer i Serra (1982-1983)
- Cesta punta (CM doc.) (1984)
- Ricardo Montalbán en España (MM doc., tv) (1985)